# Port lotniczy Tarapoto-Comandante FAP Guillermo del Castillo Paredes
Port lotniczy Tarapoto-Comandante FAP Guillermo del Castillo Paredes – krajowy port lotniczy zlokalizowany w peruwiańskim mieście Tarapoto.